# Holdgatiella chiloensis
Holdgatiella chiloensis är en insektsart som beskrevs av Albertson. Holdgatiella chiloensis ingår i släktet Holdgatiella och familjen hornstritar. Inga underarter finns listade i Catalogue of Life.